# سیارک ۱۰۹۶۸
سیارک ۱۰۹۶۸ (به انگلیسی: 10968 Sterken، نامگذاری:4393T-1) ده هزار و نهصد و شصت و هشتمین سیارک کشف شده‌است که در ۲۶ مارس ۱۹۷۱ کشف شد.
قدر مطلق سیارک برابر ۱۸.۶ است.